# Rovfåglar

Olika former och storlekar av rovfåglar.

Rovfåglar, eller dagrovfåglar, är fåglar som tillhör någon av de två ordningarna hökfåglar (Accipitriformes) och falkfåglar (Falconiformes). De båda taxonen har tidigare behandlats som en ordning men är inte närbesläktade utan påminner om varandra på grund av konvergent evolution. Hökfåglarna omfattar familjerna hökartade rovfåglar, fiskgjusar, sekreterarfåglar och nya världens gamar. Falkfåglar består av de egentliga falkarna och karakaror och gruppen har visat sig vara närbesläktade med tättingar och papegojfåglar.

## Kännetecken och särdrag
Det karaktäristiska för rovfåglar är inte att de tar rov, vilket rovfåglarna har gemensamt med exempelvis ugglor, havsfåglar och alla insektsätande tättingar. Gemensamt är däremot att de genom evolution har fått vissa egenskaper för att finna och döda sina byten, exempelvis kraftiga böjda näbbar för att slita loss kött, kraftiga kloförsedda fötter för att greppa byten och mycket god syn för att kunna lokalisera byten.
Ugglor kallas ibland också felaktigt för rovfåglar eller nattrovfåglar, framförallt i äldre litteratur.